# Мекки (персонаж)

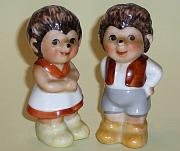
Фигурка Мекки и Микки

Мекки (нем. Mecki) — антропоморфный ёж, изначально персонаж кукольного фильма немецких мультипликаторов братьев Диль (нем. Diehl gebrueder), а затем — талисман западногерманского (ныне немецкого) журнала «de:Hörzu», также вместе со своей семьёй и друзьями фигурировавший в книгах, открытках и на фигурках, выпускавшимися преимущественно в ФРГ, но также и в ГДР. Своим названием ёжик обязан бывшему главному редактору «Hörzu» Эдуарду Райну.

## Предыстория

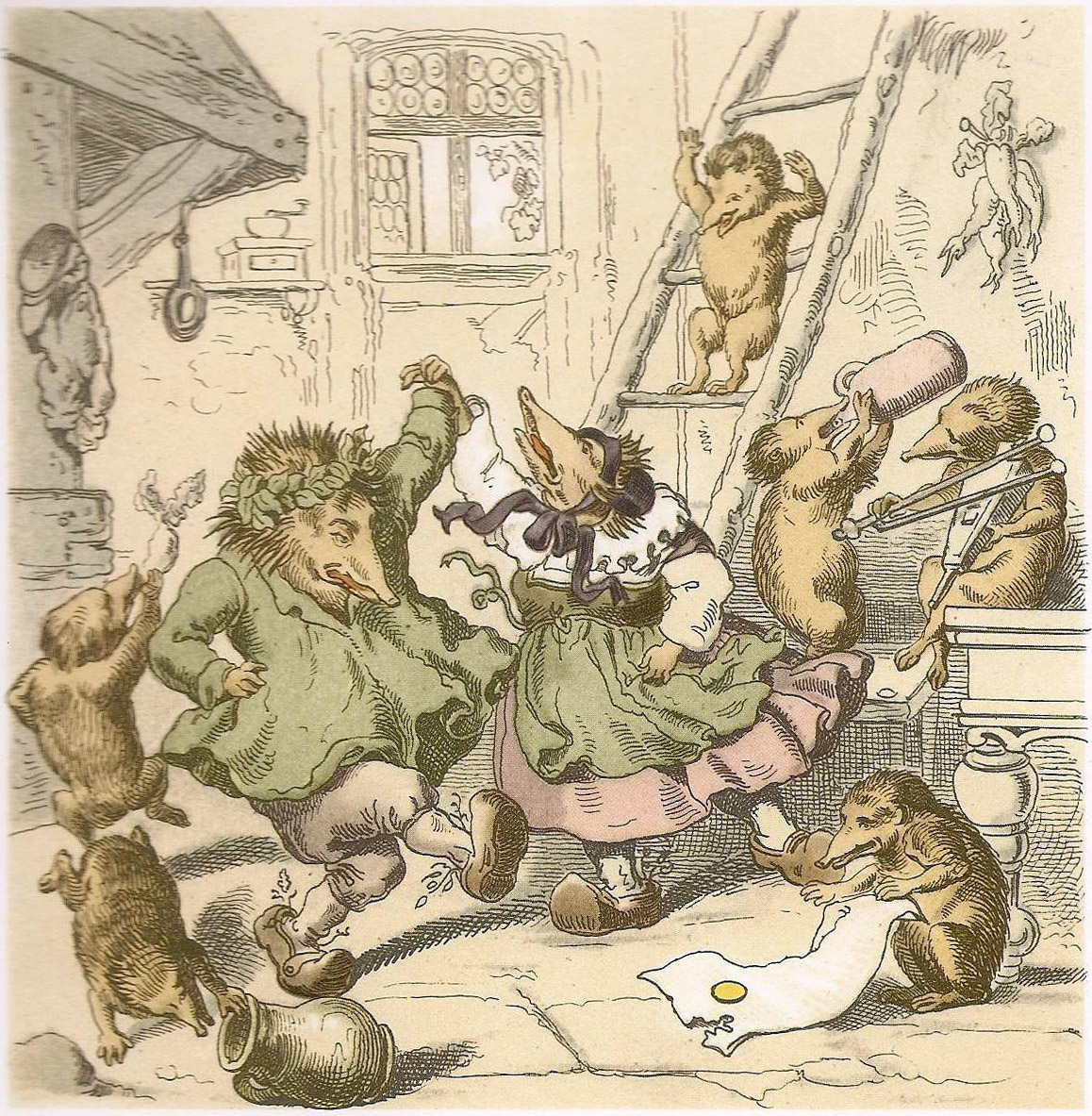
Ёж празднует победу над зайцем, иллюстрация Густава Сюса

Образ Мекки восходит к ежу, персонажу нижненемецкой народной сказки «Заяц и ёж» (нем. Der Hase und der Igel, н.-нем. Dat Wettlopen twischen den Hasen un den Swinegel up de lütje Heide bi Buxtehude), собранной братьями Гримм, и опубликованной в пятом издании их сборника нем. Kinder- und Hausmärchen под номером 187. В 1843 году сказка о соревновании зайца и ежа в беге вошла в пятое издание «Домашних сказок» братьев Гримм под номером 187. Вильгельм Шредер ранее представил эту историю читателям ганноверского журнала Hannoversche Volksblatt в 1840 году.
В 1937 году (по другим данным — в 1938 или 1939 году) по заказу Рейхсуправления образовательных фильмов (нем. Reichsstelle für den Unterrichtsfilm, RfdU), в 1940 году было переименованное в Рейхсинститут кино в науке и образовании (нем. Reichsanstalt für Film und Bild in Wissenschaft und Unterricht, RWU); был снят немой кукольный мультфильм «Der Wettlauf zwischen dem Hasen und dem Igel» с субтитрами, созданный братьями Диль: Паулем, Фердинаном и Германом. Братья занимались производством анимационных фильмов в рамках семейного бизнеса с 1929 года. Первым их мультфильмом стала экранизация «Халифа-аиста», снятая в технике силуэта (в такой же работала знаменитая Лотта Райнигер), а потом перешли к кукольным фильмам. Имело места своеобразное разделение труда: Фердинанд работал кукловодом и техником анимации, Герман — дизайнером кукол и декораций, а Пауль — сценаристом. Всего было изготовлено 1600 копий мультфильма, демонстрировавшегося в школах во время занятий, а также на фронте для развлечения солдат вермахта. Фильм пользовался большой популярностью, на фоне которой братья Диль изготовили открытки с пока ещё безымянным ёжиком.
После войны Герман и Пауль Диль покинули совместную компанию. Фердинанд Диль начал свою отдельную анимационную карьеру в 1948 году. Когда он обнаружил, что его ёжик был талисманом молодого журнала Hörzu, то подал иск против журнала. После судебных разбирательств он выдал дополнительные лицензии. С 1951 года кукольные фильмы о Мекки производились на собственном предприятии компании, также выпускались новые открытки.

## Появление персонажа
Западногерманский журнал «Hörzu» (тж. «Hör zu!», с нем. — «слушай!») впервые был выпущен в Гамбурге 11 декабря 1946 года тиражом 250 000 экземпляров. Главным редактором журнала был Эдуард Рейн/Райн (нем. Eduard Rhein). Фоторедактор представил ему фигурку ежа в качестве возможного талисмана издания. Согласно его автобиографии, Райн был увлечен этой идеей и хотел купить безымянную фигуру со всеми правами, но, несмотря на интенсивные поиски, он не смог найти правообладателя. В своей автобиографии он объяснил имя ёжика тем, что ему предстоит много жаловаться на страницах «Hörzu». Ранее, в своей статье «15 лет Мекки», Эдуард Райн объяснил читателям «Hörzu» что имя произошло от имени его редактора Ганса Мекленбурга. В 1947 году он несколько месяцев проработал в «Hörzu» и получил прозвище «Мекки».
Мекки впервые появился на первой странице 43 выпуска Hörzu за 1949 года. Его работа должна заключаться в том, чтобы выступать с критическими комментариями. Сначала использовались мотивы открыток братьев Диль. Чтобы иметь доступ к новому графическому материалу, Рейн поручил своему коллеге, художнику-карикатуристу Рейнхольду Эшеру (нем. Reinhold Escher) создать иллюстрации, а затем и полностраничные рассказы с Мекки.
Фердинанд Диль вскоре узнал, что авторские права на его персонажа были нарушены. Он зарегистрировал свои права, и после продолжительного судебного спора стороны достигли соглашения о том, что Hörzu будет разрешено использовать Мекки только для комиксов и иллюстрированных книг. С тех пор иллюстрации и комиксы публикуются с пометкой «Рисунки персонажа Мекки по фильму [братьев] Диль» (нем. ). После этого Диль предоставил различные права на эксплуатацию. Лицензия на изготовление кукольной фигурки была передана компании «Steiff». В 1951 году был выпущен первый кукольный ёжик Мекки, который быстро стал одним из лучших на рынке. Жена Мекки, Микки, и их дети последовали за ним. Выпускались фигурки различных размеров, вплоть до большого Мекки ростом 50 см.

## Популярность
С 1952 по 1964 год к Рождеству издательство Hammerich & Lesser, входившее в группу Springer, ежегодно публиковало иллюстрированные книги о Мекки за авторством Эдуарда Райна. Первая книга была проиллюстрирована Рейнольдом Эшером (нем. Reinhold Escher), а остальные книги серии — Вильгельмом Петерсеном (нем. Wilhelm Petersen).
Были изданы следующие иллюстрированные книги:
1. Мекки в Шлараффенланде (1952 г., нем. Mecki im Schlaraffenland)
2. Мекки у семи гномов (1953 г., нем. Mecki bei den Sieben Zwergen)
3. Мекки у эскимосов (1954 г., нем. Mecki bei den Eskimos)
4. Мекки в Китае (1955 г, нем. Mecki bei den Chinesen)
5. Мекки у индейцев (1956 г., нем. Mecki bei den Indianern)
6. Мекки у негров (1957 г., Mecki bei den Negerlein)
7. Мекки у Аладдина (1958 г., нем. Mecki bei Prinz Aladin)
8. Мекки на Луне (1959 г., нем. Mecki auf dem Mond)
9. Мекки и сорок разбойников (1960 г., нем. Mecki und die 40 Räuber)
10. Мекки у Гаруна аль-Рашида (1961 г., Mecki bei Harun Al Raschid)
11. Мекки у Синдбада (1962 г., нем. Mecki bei Sindbad)
12. Мекки у Карлика Носа (1963 г., Mecki bei Zwerg Nase)
13. Мекки у Госпожи Метелицы (1964 г., Mecki bei Frau Holle)

С 1952 по 1958 год было снято 16 фильмов с Мекки.
В 1970-е годы комиксы с Мекки испытали кризис популярности — менялись художники, временно утрачивалась регулярность появления новых выпусков. Дважды ёжика отправляли в отставку и дважды же он возвращался на страницы Hörzu. В конце XX и начале XXI века концепцию Мекки пытались модернизировать.
В 1995 году по заказу Баварского радио на будапештской студии «Паннония» был выпущен 13-серийный мультсериал (каждая серия длилась 25 минут) под названием «Мекки и его друзья», режиссёр Бела Терновски. Этот сериал не имеет ничего общего с книгой и комиксами, в нём просто используются несколько персонажей из рассказов. В качестве сопутствующего материала к сериалу, в частности, фигурировали несколько кассет, книжка-раскраска и книга по сериалу, написанная Клаудией Вейланд и Миладой Краутманн, опубликованная Unipart Verlag.
В настоящее время новые выпуски комиксов с Мекки, нарисованные Йоханном Киферзауэром, еженедельно выходят в «Hörzu».
Избранные репринты иллюстрированных книг о Мекки издаются издательством «Esslinger Verlag» с 2007 года. Опубликовано три книги с новыми названиями. Это же издательство с июля 2009 года публикует старые юмористические рассказы в виде сборника, начиная с 1958 года, так как это был первый раз, когда все серии появлялись в цвете. Отредактированные тома за 1956 и 1957 годы также были опубликованы. Один эпизод был исключен из первого тома. Кроме того, из-за протестов против клишированного и стереотипного изображения цыган, репринтф сопровождаются дисклеймером, в котором комиксы классифицируются как «исторический документ того времени»,который  «следует понимать в контексте 1950-х годов». Кроме того, издание следует нововведениям реформы немецкой орфографии 1996 года.

## Персонажи
- Микки — жена Мекки, мать его детей Макки и Мукки (нем. Macki und Mucki). Появляется уже на довоенных открытках. Добрая, домашняя, всегда играет второстепенную роль.
- Пингвин Чарли (нем. Charly Pinguin) — спутник Мекки. В первых рассказах скорее ещё пингвин по интеллекту (неясно, мог ли он вообще говорить), затем становится более активным участником действия. Изобретатель, изначально обладал вредным характером и был недотёпой, в поздних рассказах и комиксах, нарисованных Фолькером Райхе — «обычный парень» и добрый дядюшка для детей.
- Чилли (нем. Chilly) — подруга Чарли. Обычно на вторых ролях, но в некоторых историях выступала впечатляюще.
- Шрат — второй по важности персонаж после самого Мекки и Чарли, отдалённо напоминающий обезьяну. Чаще всего появлялся в комиксах 1950—1970-х годов. Сонный тип, противопоставляемый Мекки и его семейству и Чарли, которые затаскивают его в разные приключения. Однако иногда, особенно в минуту опасности, Шрат берёт инициативу в свои руки и активно берётся за дело.
- Капитан Петерсен (нем. Käptn Petersen) — высокий, сильный моряк. Впервые появился в книге «Мекки у негров», изначально появлялся лишь в книгах о Мекки Эдуарда Райна, впоследствии получил более важную роль и в комиксах.
- Коколастро — противник Мекки и его друзей, пользующийся магической силой. Впервые появился в комиксах «Hörzu» за авторством Рейнольда Эшера.

### Второстепенные персонажи
- Поппо — приёмный сын Чарли.
- Семь сирийских золотых хомяков.
- А также ворона Дора, мышь Каролус, кот Мурр и утка Уотч.